# Euphyia cacuminata
Euphyia cacuminata är en fjärilsart som beskrevs av W. Warren 1904. Euphyia cacuminata ingår i släktet Euphyia och familjen mätare. Inga underarter finns listade i Catalogue of Life.